# Fion (Mali)
Pour les articles homonymes, voir Fion (homonymie).
Fion est une commune du Mali, dans le cercle de San et la région de Ségou. Elle est composée de 8 villages : Fion, Dorola, Matoura, Kononi, Kotèbè, Kamiankoro, Pona et Bina.